# Therippia decorata
Therippia decorata är en skalbaggsart som beskrevs av Francis Polkinghorne Pascoe 1865. Therippia decorata ingår i släktet Therippia och familjen långhorningar.
Artens utbredningsområde är Sri Lanka. Inga underarter finns listade i Catalogue of Life.